# Jezioro Ciche (powiat świebodziński)
Jezioro Ciche – niewielkie jezioro w województwie lubuskim, w powiecie świebodzińskim, w gminie Łagów, na Pojezierzu Łagowskim.
Jezioro znajduje się na terenie Łagowsko-Sulęcińskiego Parku Krajobrazowego.

## Hydronimia
Do 1945 roku jezioro było nazywane Krüger See. Obecnie państwowy rejestr nazw geograficznych jako niestandaryzowaną nazwę jeziora podaje Jezioro Ciche. W niektórych źródłach jezioro nazywane jest jako Majątkowe oraz Pegeerowskie.

## Morfometria
Według danych Instytutu Rybactwa Śródlądowego powierzchnia zwierciadła wody jeziora wynosi 3,6 ha, natomiast A. Choiński, poprzez planimetrowanie na mapach 1:50 000, określił wielkość jeziora na 2,8 ha.
Średnia głębokość zbiornika wodnego to 2,1 m, a maksymalna – 3,7 m. Objętość jeziora wynosi 75,9 tys. m³.
Według danych IRŚ lustro wody znajduje się na wysokości 106,8 m n.p.m., natomiast według numerycznego modelu terenu udostępnionego przez Geoportal lustro wody znajduje się na wysokości 107,5 m n.p.m.
Według Mapy Podziału Hydrograficznego Polski jezioro leży na terenie zlewni szóstego poziomu Zlewnia jez. Łagowskiego.

## Zagospodarowanie
Administratorem wód jeziora jest Regionalny Zarząd Gospodarki Wodnej we Wrocławiu. Utworzył on obwód rybacki, który obejmuje między innymi wody Jeziora Cichego wraz z ciekiem uchodzącym do jeziora Łagowskiego (Obwód rybacki jeziora Ciche na cieku bez nazwy uchodzącym do jeziora Łagowskiego – Nr 1). Gospodarkę rybacką na jeziorze prowadzi Polski Związek Wędkarski Okręg w Zielonej Górze.